# S/S Wisingsö
S/S Wisingsö var ett passagerarfartyg på Göta kanal. Fartyget levererades 1883 som Wisingsö från Motala Verkstad i Motala till Förenade Ångfartygsbolaget i Jönköping. Fartygets varvsnummer var 336. Skrovet var av bessemerstål.

Enligt notering i Motala Verkstads förteckning över levererade produkter levererades båten till ”Linköpings Bolaget”.
| Fartygsdata | Vid leverans från varv | Vid förlisning |
| ----------- | ---------------------- | -------------- |
| Längd öa    | 32,14 meter            | 36,50 meter    |
| Bredd       | 6,78 meter             | 6,67 meter     |
| Djupgående  | 2,63 meter             | 5,13 meter     |
| Brt/Nrt     | 215/141 ton            | 339/ - ton     |

Uppgifter MV leveransbok längd 107,00 fot, bredd 22,50 fot.
Fartyget var utrustat med en tvåcylindrig kompoundångmaskin, maskin nr 490, om 240 ind hk tillverkad vid Motala Verkstad i Motala. Den gav fartyget en fart av 9 knop.

## Historik
- 1883 - Fartyget levererades som Wisingsö. Kontrakterad byggkostnad var 94 000 kr.
- 1888 - Fartyget köptes av Jönköpings Förenade Ångfartygs AB i Jönköping.
- 1898 - December. Fartyget köptes av ett partrederi med F Möller i Linköping.
- 1899 - 25 april. Fartyget överfördes till Ångfartygs AB Esaias Tegnér.
- 1912 - December. Fartyget köptes av Linköpings Nya Rederi AB i Linköping. Det sattes i  trafik på traden Linköping-Stockholm.
- 1925 - Ca. Fartyget döptes om till Visingsö.
- 1934 - Fartyget köptes av Rederi AB Linköping-Nyköping, John Hammarlund, i Nyköping.  Det döptes om till Nyköping och sattes i trafik på traden Norrköping-Nyköping- Stockholm.
- 1938	22 april - Fartyget såldes på exekutiv auktion till partrederi med Karl Albert  Johansson för 4 000 kr.
- *1938 22 juli - Fartyget köptes av konsul Maino Merimo i Åbo i Finland.
- 1938	Juli - Fartyget köptes av Eino Airisto i Åbo
- 1938 18 augusti - Fartyget köptes av Mariehamn Trafik AB, Algot Johansson, i  Mariehamn. Det döptes om till Mariehamn.
- 1942 - Augusti - Fartyget köptes av Ofotens Dampskibsselskab i Narvik i Norge. Det döptes  om till Nordnorge.
- 1944 - Fartyget byggdes om vid Sarpsborgs Mekaniske Verksted i Sarpsborg i Norge. Det  förlängdes till 36,50 meter.
- 1944 17 mars - Efter ombyggnaden lämnade fartyget verkstaden för att gå mot Tromsø med  last av trä och fett.
- 1944 23 mars - Fartyget torpederades kl 09.00 av den brittiska ubåten HMS Satyr utanför  Stadt och sjönk. 11 av de 13 ombordvarande omkom.